# Kościół San Rocco w Wenecji
Kościół San Rocco (wł. chiesa di San Rocco, pl. kościół św. Rocha) – rzymskokatolicki kościół w Wenecji w dzielnicy (sestiere) San Polo. Administracyjnie należy do Patriarchatu Wenecji. Jest kościołem rektorskim w parafii Santa Maria Gloriosa dei Frari. 
Jest jednym z pięciu weneckich kościołów wotywnych, obok San Giobbe, San Sebastiano, Il Redentore i Santa Maria della Salute.
Wśród zgromadzonych w jego wnętrzu dzieł sztuki wyróżniają się obrazy Jacopa Tintoretta, przedstawiające sceny z życia patrona świątyni.

## Historia
Kościół św. Rocha jest jednym z pięciu weneckich kościołów wotywnych, obok San Giobbe, San Sebastiano, Il Redentore i Santa Maria della Salute. Jest jednocześnie jedynym weneckim kościołem konfraterskim, zaprojektowanym również jako sanktuarium swego tytularnego patrona. Został zbudowany w latach 1489–1508 przez Pietra Bona dla Bractwa św. Rocha, wraz z jego siedzibą po prawej stronie fasady. Bractwo zostało założone w 1478 roku, roku zarazy, przez grupę prominentnych rodów. Pierwszą swoją siedzibę miało w kościele San Zulian, a następnie w bazylice Santa Maria Gloriosa dei Frari. Rozwijało się po przeniesieniu do Wenecji w 1485 roku z Voghery szczątków świętego, które od 1520 roku spoczywają w monumentalnym ołtarzu głównym. Obecność relikwii miała pomagać biednym i chorym, a zwłaszcza ofiarom zarazy. Wygląd pierwotnego kościoła ukazuje mapa Jacopo de’ Barbari oraz rycina Carlevarijsa. Obszernej przebudowy, wymuszonej groźbą zawalenia się konstrukcji, dokonał w 1725 roku Giovanni Antonio Scalfarotto pozostawiając z kościoła Bona tylko apsydę, boczne drzwi (przestawione) i jedno z okien. Po epidemii z lat 1575/1576 doża i Serenissima Signoria odwiedzili kościół w dniu jego patrona, aby podziękować za jego wstawiennictwo. Fasada, wzniesiona w latach 1765–1771 przez Giorgia Fossatiego i Bernardina Maccaruzziego, nawiązuje swym wyglądem do fasady scuoli.

## Architektura

### Fasada
Monumentalna fasada kontrastuje ze skromnym wyglądem położonej obok Scuoletty San Rocco. Pierwotnie utrzymana była w stylu Maura Codussiego. Jest podzielona na trzy części pilastrami, podtrzymującymi belkę, wzdłuż której biegł niegdyś napis „SU (M) MO ET EXCELSO DEO DEVOTA, H (A) EC SCOLA PIE VIVIT ET SANCTO ROCHO HIC IACENTI EIUS PATRONO MCCCCLXXXXIIII ”, umieszczony obecnie u podstawy z prawej strony kościoła. Portal, ozdobiony na ościeżach zwojami akantu, ptakami i innymi symbolicznymi wyobrażeniami w stylu lombardzkim, został zwieńczony zaokrągloną lunetą. Zdobiące fasadę posągi przedstawiają czterech weneckich świętych: Wawrzynca Iustinianiego, pierwszego patriarchę Wenecji, Grzegorza Barbarigo, biskupa Padwy i kardynała, Piotra Orseolo, dożę w latach 976–978 i Gerarda Sagredo, który został patronem Węgier. W górnej fasady widnieje płaskorzeźba Św. Roch pomagający chorym dłuta Giovanniego Marii Morlaitera.

### Kampanila
Kampanila została zbudowana przez Bona w 1494 roku. Jest wysoka na 29 metrów i ma zestaw dzwonów uruchamianych ręcznie.

## Wnętrze
Giovanni Antonio Scalfarotto tylko częściowo zmienił wnętrze, gdzie zwłaszcza kaplice boczne zachowały swój XV/XVI-wieczny wystrój.

### Prezbiterium
Najważniejszym artystycznie elementem wnętrza jest prezbiterium, w którym dominuje monumentalny ołtarz główny z relikwiami św. Rocha. Na ścianach bocznych wyróżniają się płótna Jacopa Tintoretta: Św. Roch uzdrawia dotkniętych zarazą, Św. Roch uzdrawia zwierzęta, Św. Roch w więzieniu pocieszany przez anioła i Św. Roch na pustyni. Freski na sklepieniu kopuły namalował Giuseppe Angeli.

Wystrój
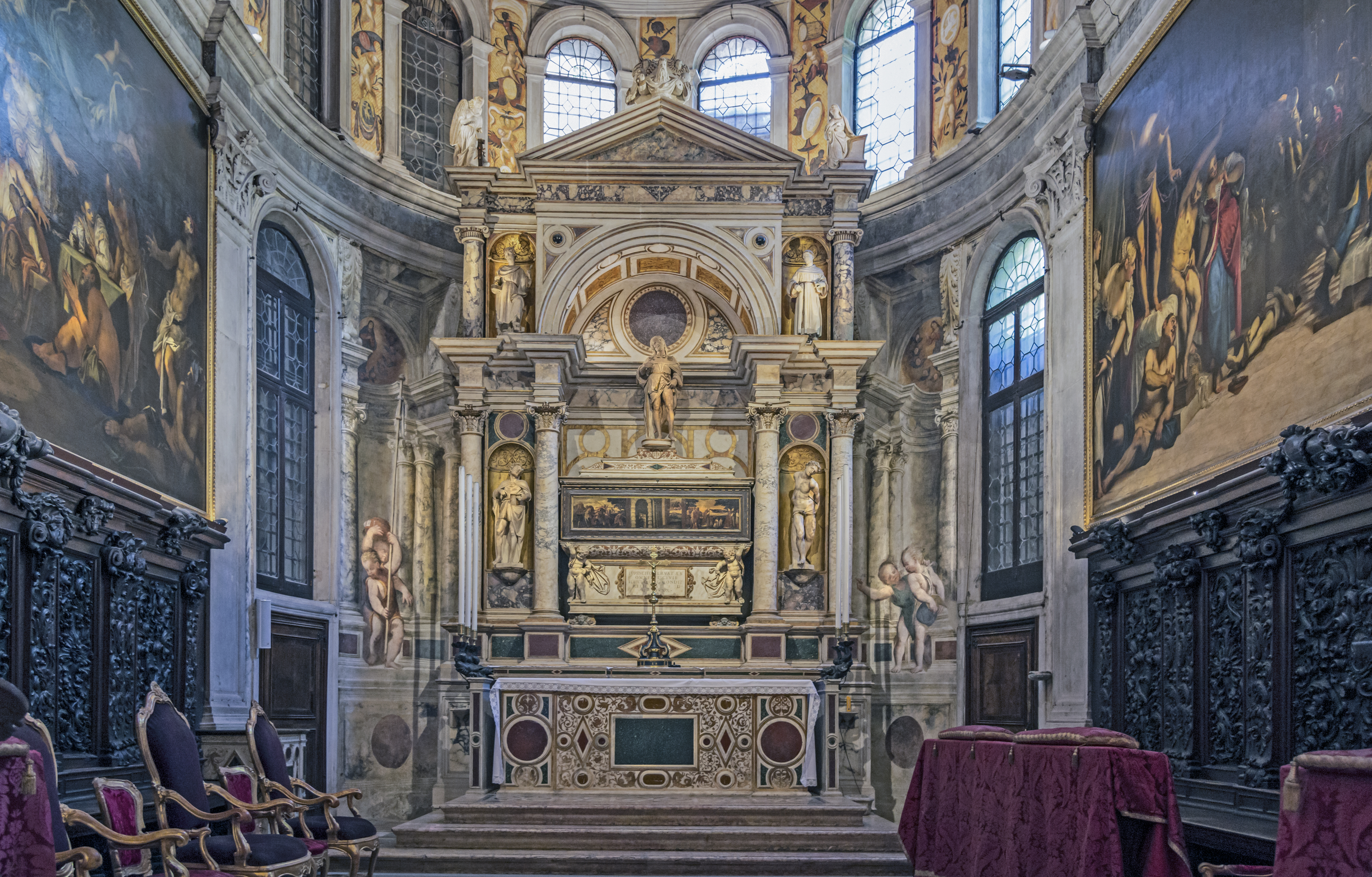
Ołtarz główny
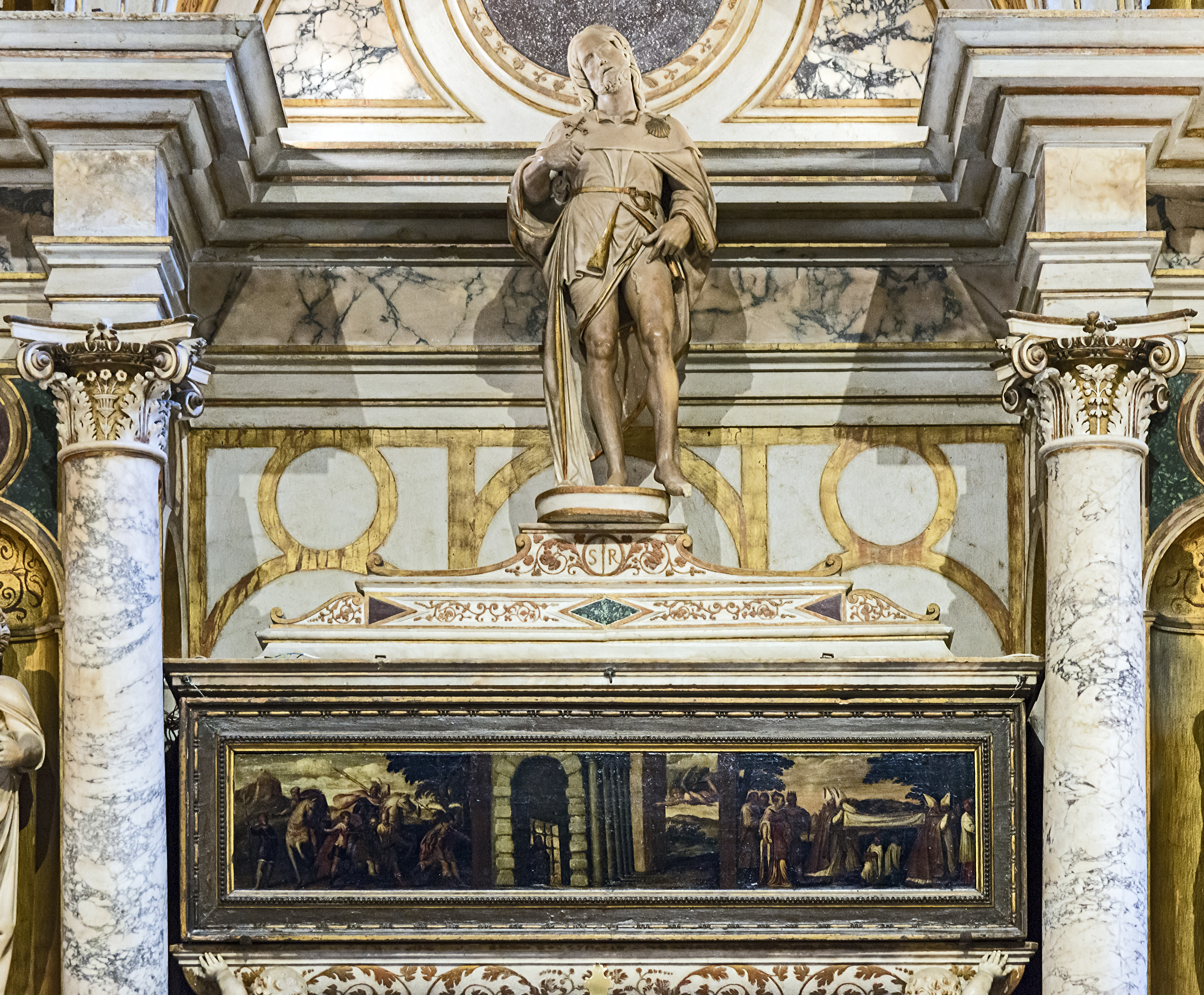
Relikwiarz św. Rocha
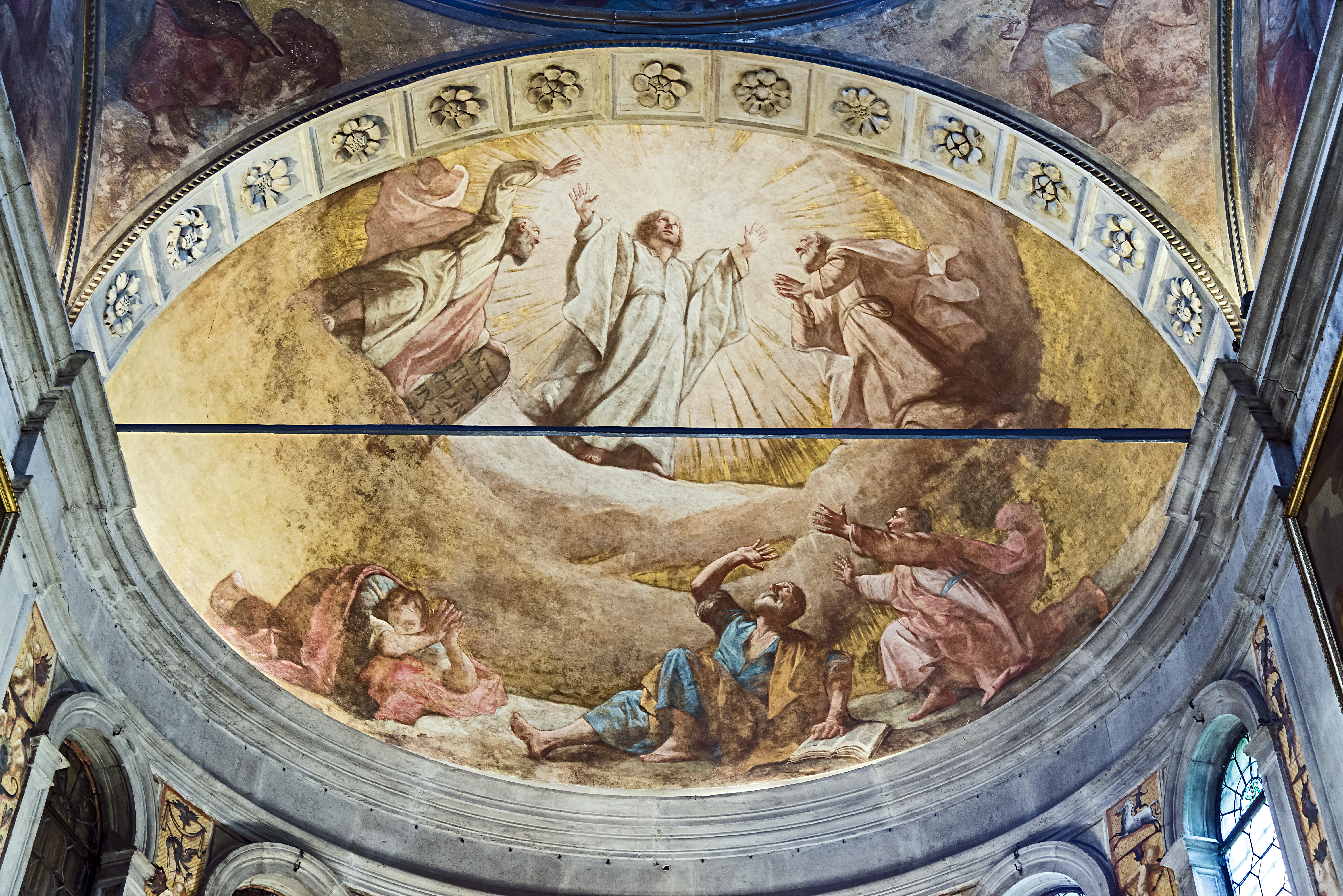
Giuseppe Angeli, Przemienienie Pańskie
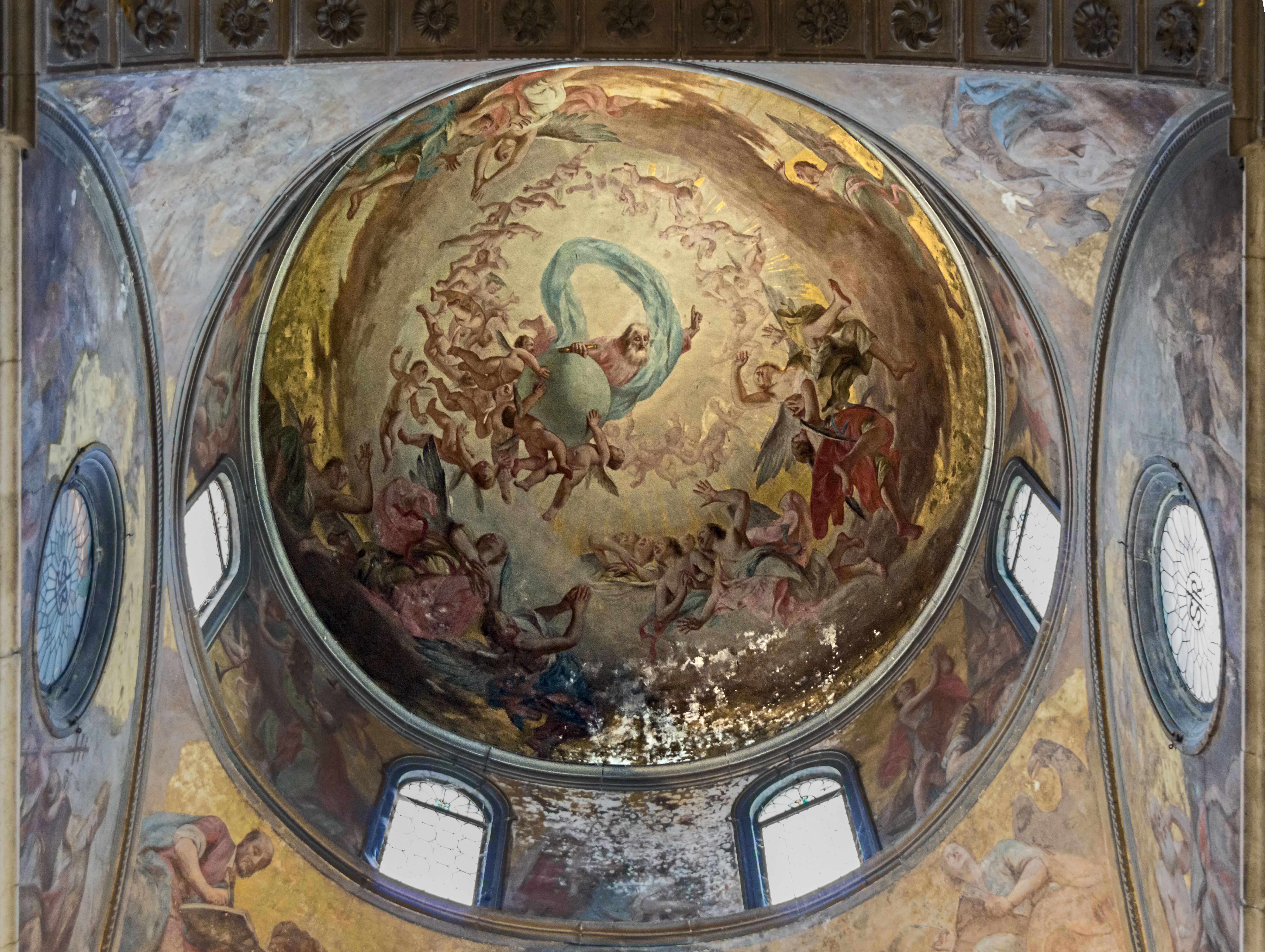
Giuseppe Angeli, freski na kopule

Obrazy Tintoretta
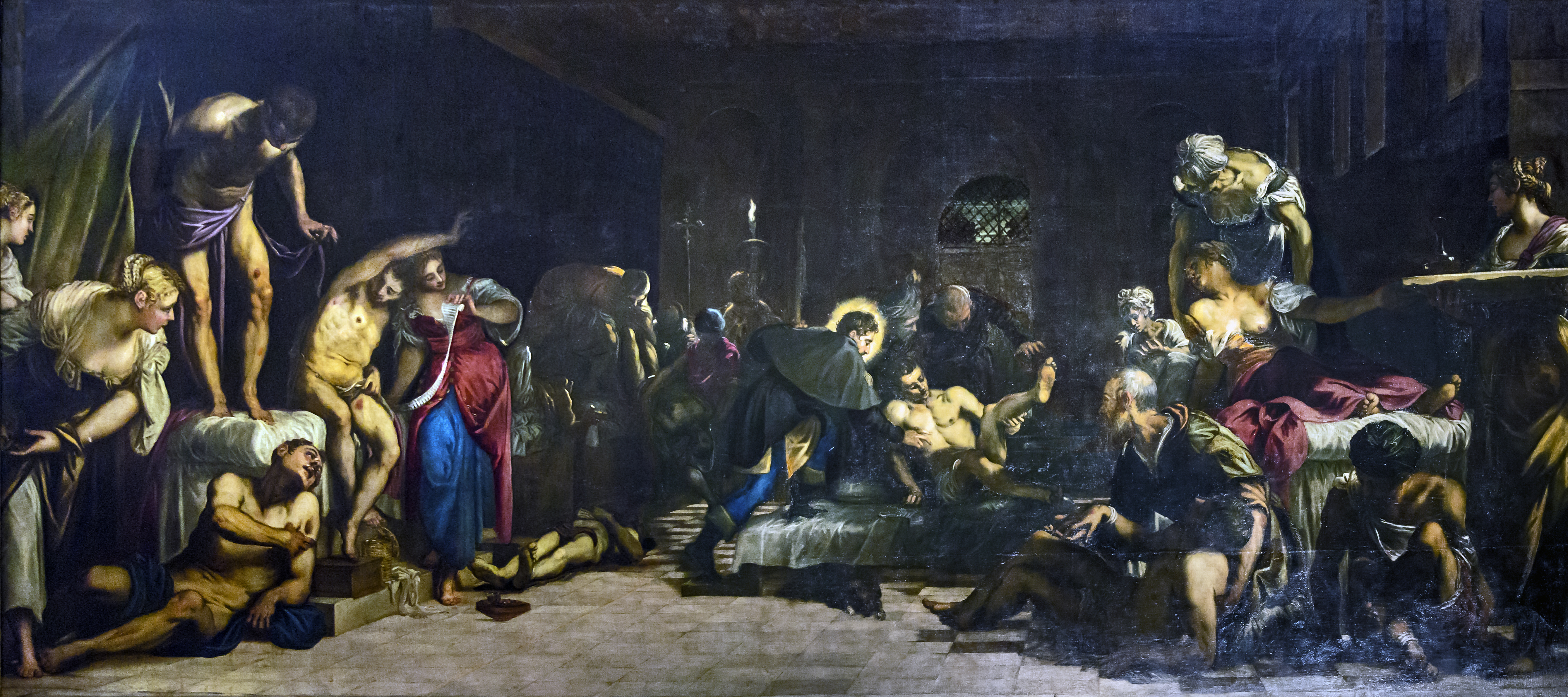
Św. Roch uzdrawia dotkniętych zarazą
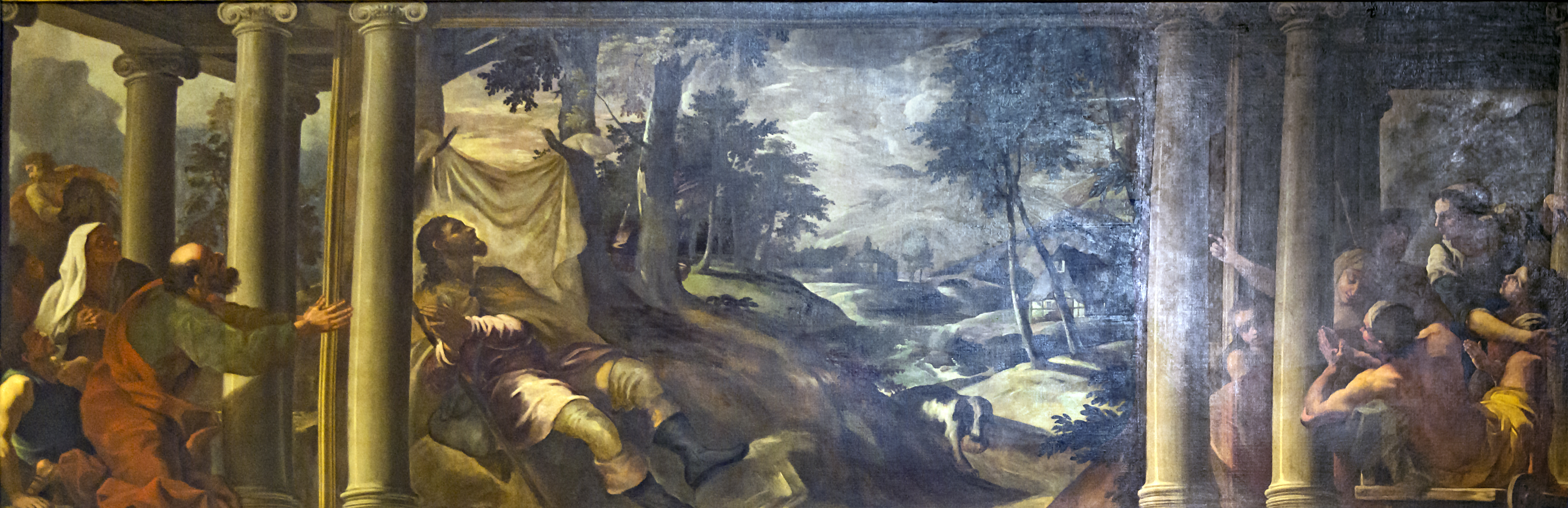
Św. Roch dotknięty zarazą
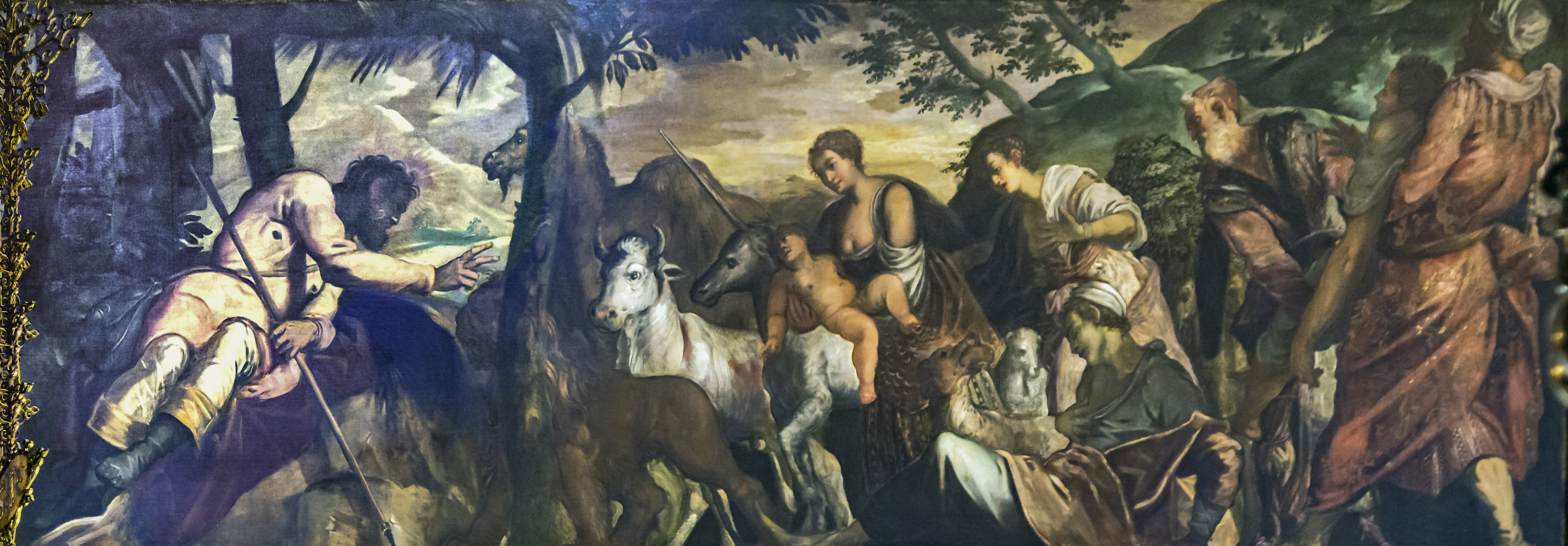
Św. Roch uzdrawia zwierzęta
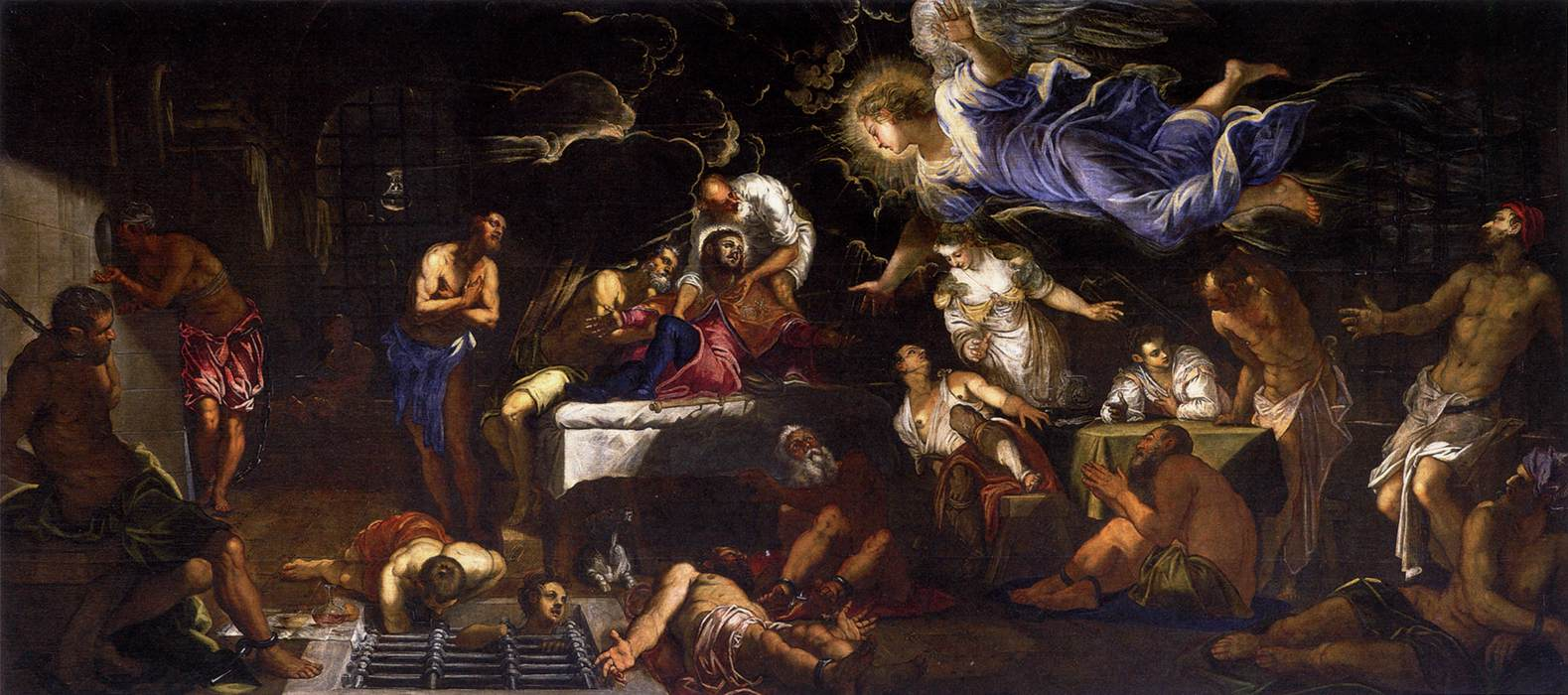
Św. Roch w więzieniu pocieszany przez anioła

### Nawa
Okazałe, wielkowymiarowe panele Giovanniego Antonia Fumianiego widnieją na lewej ścianie i suficie nawy. Obraz Św. Krzysztof i św. Marcin na koniu namalował Il Pordenone. Płótno Chrystus przy sadzawce Bethesdy, umieszczone na południowej ścianie nawy jest dziełem Jacopa Tintoretta. Kolejne jego obrazy znajdują się po obu stronach organów: Św. Roch przed obliczem papieża (po lewej stronie) i Zwiastowanie (po prawej).